# Aklatang Bayan
Aklatang Bayan – filipińskie stowarzyszenie literackie. Utworzone w 1910, za główny cel postawiło sobie wspieranie języka tagalskiego. Przyczyniło się do jego standaryzacji oraz uznania za język narodowy Filipin. Zapisało się w historii tagalskiej literatury, stało za zorganizowaniem pierwszego balagtasanu w 1924.

## Historia i działalność
Założone zostało w 1910 w manilskiej Tondzie. Aktywne było zasadniczo do wybuchu II wojny światowej. Jego pierwszym przewodniczącym był Rosauro Almario. W 1915 zastąpił go Precioso Palma. Od 1922 natomiast aż do swojej śmierci w 1947 organizacją kierował Julian Cruz Balmaseda. Było jednym z wielu stowarzyszeń literackich, które pojawiły się na archipelagu w okresie panowania amerykańskiego, zwłaszcza w Manili i jej najbliższych okolicach. Szybko stało się niemniej jednym z kluczowych ogniw filipińskiego życia literackiego, głównie dzięki skupieniu w swoich szeregach wielu wpływowych i nierzadko aktywnych politycznie postaci. Rywalizowało przede wszystkim z powstałym w 1912 Ilaw at Panitik, reprezentującym tradycje tagalskiego romantyzmu. W 1935 doczekało się kolejnego istotnego konkurenta, tym razem stojącego na pozycjach modernistycznych. Było nim Kapisanang Panitikan założone przez Clodualdo del Mundo oraz Alejandra G. Abadillę.
Swój nadrzędny cel – wspieranie rozwoju języka tagalskiego oraz wyrosłej zeń kultury – realizowało na wiele sposobów. Organizowało konkursy poetyckie, w owych czasach na Filipinach skupiające się raczej na deklamowaniu poezji, nie zaś na prezentowaniu nowych i powstałych specjalnie na konkretną okazję kompozycji. W rocznicę urodzin Francisco Balagtasa, znanego jako książę poetów tagalskich, członkowie stowarzyszenia odwiedzali konkretne, wybrane uprzednio miasto, organizując w nim rozmaite wydarzenia kulturalne. Upamiętniało również inne wybitne postacie tagalskiej literatury, takie jak Marcelo H. del Pilar czy Andrés Bonifacio. Zwłaszcza w początkach swego istnienia cieszyło się dużą popularnością, przyciągając tłumy zainteresowanych na spotkania w Malolos (1913), Udyong (1914), Baliuag (1915), Meycauayan (1916) czy Bigaa (1917).
Członkowie grupy publikowali swoje wiersze, opowiadania, eseje oraz powieści na łamach różnych pism tagalskojęzycznych, na przykład Taliba, Ang Mithi, Pagkakaisa czy Watawat. Aklatang Bayan wspierało jednocześnie poszukiwania nowych form ekspresji twórczej, zwłaszcza tych osadzonych silnie w rodzimym, filipińskim kontekście kulturowym. Stało chociażby za organizacją pierwszego balagtasanu. Jest to rodzima dla Filipin forma literacka, rodzaj debaty poetyckiej, która po raz pierwszy pojawiła się w 1924.
Jego członkowie aktywnie uczestniczyli w sporach i debatach w łonie filipińskiej inteligencji początku dwudziestego stulecia. W sporze ze wspomnianym wyżej konkurencyjnym stowarzyszeniem Ilaw at Panitik zajmowali z reguły pozycje bardziej tradycjonalistyczne i konserwatywne. Nie wynikało to wszakże z pragnienia ucieczki przed wyzwaniami współczesności czy tym bardziej z bezkrytycznego przyjmowania tradycji. Było raczej pochodną sprzeciwu wobec postępującej amerykanizacji oraz pragnienia promowania filipińskiego patriotyzmu. Aklatang Bayan chętnie odwoływało się też do rewolucji filipińskiej. Z tym również można połączyć jednoznaczne wsparcie organizacji dla uznania języka tagalskiego za narodowy język Filipin przez Konwencję Konstytucyjną z 1935. Wysiłki te zasadniczo przyniosły pożądany efekt 31 grudnia 1937, kiedy prezydent Manuel Quezon ogłosił utworzenie opartego właśnie na tagalskim języka narodowego. Już po ogłoszeniu niepodległości Filipin, a zatem w okresie, w którym Aklatang Bayan zaprzestało właściwie działalności, język ów zaczął być oficjalnie nazywany językiem filipińskim.
Aklatang Bayan bywało niekiedy krytykowane jako stowarzyszenie nazbyt elitarne, mimo silnie akcentowanego przezeń etosu służby społeczeństwu. Wśród jego członków wymienia się twórców takich jak Lope K. Santos, Carlos Ronquillo, Faustino Aguilar, Severino Reyes, Iñigo Ed. Regalado, Hermenegildo Cruz i Patricio Mariano.

## Znaczenie
Aklatang Bayan znalazło swoje miejsce w filipińskiej historii. Uznaje się je z reguły za pierwsze stowarzyszenie literackie w historii kraju. Jego znaczenie wykracza jednak poza samo tylko dostarczenie zrębów struktur organizacyjnych rodzimemu środowisku pisarzy i poetów. Twórcy w nim skupieni odegrali znaczącą rolę w standaryzacji języka tagalskiego, zwłaszcza zaś w wypracowaniu ogólnie akceptowalnych zasad gramatycznych oraz reguł rządzących współczesną tagalską składnią. Przyczynili się tym samym do ugruntowania centralnej pozycji tegoż właśnie języka w wielokulturowym i zróżnicowanym lingwistyczne życiu społeczno-politycznym Filipin.